# Беньков Павло Петрович
Павло́ Петро́вич Бенько́в (*20 грудня 1879 — †16 січня 1949) — узбецький радянський живописець, заслужений діяч мистецтв Узбецької РСР (з 1939). 
Закінчив Петербурзьку академію мистецтв (1909). 
До 1929 працював у Казані, потім в Узбекистані, де керував самаркандським художнім училищем (з 1930). 
Член АХРР з 1922. 
В картинах Бенькова відтворено народний побут Узбекистану, мальовничість його природи, важливі історичпі події («Дівчина-хівинка», 1931; «Проголошення Узбецької РСР», 1940; «Дівчина з дута ром», 1947, та ін.).